# Међувршје (језеро)
Међувршје је највеће вештачко језеро на Западној Морави, налази се на изласку из Овчарско-кабларске клисуре.

## Настанак
Настало је изградњом бетонске бране за потребе МХЕ Међувршје, у Међувршју, узводно од железничког моста, на траси некадашње пруге уског колосека Ужице—Чачак. Укупна запремина акумулације је 18,5 милиона m³, док је запремина корисног простора око 5,6 милиона m³. Надморска висина језера је 273 m, а највећа дубина је непосредно код темељног пропуста и износи око 20 m. За време високих водостаја дужина језера достиже 11 km и укупним пад од 21,3 m. Подручје језера је углавном брдовито и пошумљено, слабо насељено, а сама акумулација, формирајући меандре између планина Овчар и Каблар, употпуњава дивну слику и пејзаж поред Мораве. На десној обали језера је урађена стаза за спортски риболов дуга 800 m. У непосредној близини је Овчар Бања и Овчарско-кабларско језеро.
Испитивањем муља са дна језера Међувршје установљено је да у њему има доста мангана (1,000 mg/l), баријума (0,285 mg/l) и цирконијума (0,250 mg/l), а најмање барилијума (0,003 mg/l), скандијума (0,010 mg/l) и галијума (0,013 mg/l).

## Фауна
У језеру Међувршје утврђено је 96 врста планктонских организама. Већина указује на умерено органско загађење воде, те се она може сматрати бетамезосапробном. Број рибљих врста је 19. Доминирају Cyprinidae (14 врста), које могу живети у загађенијој води, у односу на Salmonidae (пастрмка), које траже чиста језера. Језеро настањују амурски чебачок, уклија, бабушка и амерички сомић. У приобаљу има птица мочварица (рода, гњурац, велики корморан).

## Туристичке вредности у окружењу
У ерозивном проширењу код ушћа Бањског потока, у најузводнији део језера Међувршје, уређено је камп насеље. Недалеко од њега је мотел са бензинском пумпом. Нешто даље су туристичко-угоститељски објекти и купатила Овчар Бање, која је позната по термоминералним изворима и дугом традицијом бањског лечења. Овчар Бања је средиште здравствено-лечилишног туризма. Неколико десетина викенд кућа подигнуто је поред језера. На језеру је развијен викенд туризам и спортски риболов. Планине и пећине су састајалишта планинара и спелеолога. Треће недеље јула од 2005. године се организује једнодневна Овчарско-кабларска регата туристичко-забавног карактера која употпуњује туристички садржај овог дела Србије.
У приобаљу језера Међувршје, са обе његове стране, налазе се познати, добро рестаурирани и законом заштићени манастири. То су: Ваведење, Вазнесење, Преображење, Сретење, Света Тројица, Благовештење, Илиње, Јовање, Никоље и Успење. Скромни су по димензијама, архитектонским конструкцијама, фрескама, иконама, ризницама, иконостасима, поседима и конацима, али представљају непоновљиву целину, која носи назив Српска Света гора. 
Туристи могу да се одморе на неким од ресторана-сплавова дуж обале, или да плове чамцем по језеру. Поред обала овог језера, а близу магистралног пута Чачак—Овчар Бања, туристима су на располагању ресторани.

## Галерија
- Језеро Међувршје
- Језеро Међувршје
- Језеро Међувршје
- Језеро Међувршје
- Брана мале хидроелектране Међувршје
- 13. Овчарско-кабларска регата